# Ernst III van Brunswijk-Grubenhagen
Ernst III van Brunswijk-Grubenhagen (Osterode, 17 december 1518 - Herzberg, 2 april 1567) was van 1551 tot aan zijn dood hertog van Brunswijk-Grubenhagen. Hij behoorde tot het huis Welfen.

## Levensloop
Ernst was de oudste zoon van hertog Filips I van Brunswijk-Grubenhagen en diens tweede echtgenote Catharina, dochter van graaf Ernst II van Mansfeld-Vorderort.
In 1546 nam hij samen met zijn vader en zijn broers tijdens de Schmalkaldische Oorlog deel aan een militaire campagne in Zuid-Duitsland, die onsuccesvol in de stad Ingolstadt ten einde kwam.
Na de dood van zijn vader in 1551 werd hij hertog van Brunswijk-Grubenhagen. Ernst bleef dit hertogdom besturen tot aan zijn dood in 1567. Omdat hij geen mannelijke nakomelingen naliet, volgde zijn jongere broer Wolfgang hem op.

## Huwelijk en nakomelingen
Ernst III huwde op 9 oktober 1547 in Wolgast met Margaretha (1518-1569), dochter van hertog George I van Pommeren. Uit dit huwelijk werd slechts een dochter geboren die de volwassen leeftijd bereikte:
- Elisabeth (1550-1586), huwde in 1568 met hertog Johan van Sleeswijk-Holstein-Sonderburg